# گلدن گیت (فیلم)
«گلدن گیت» (انگلیسی: Golden Gate (film)) یک فیلم به کارگردانی جان مدن است که در سال ۱۹۹۴ منتشر شد. از بازیگران آن می‌توان به مت دیلون، جوآن چن، و برونو کیربی اشاره کرد.

## External links
- گلدن گیت در بانک اطلاعات اینترنتی فیلم‌ها (IMDb)
- گلدن گیت در راتن تومیتوز